# Bohuslavice (Prostějovi járás)
Bohuslavice település Csehországban, a Prostějovi járásban. Bohuslavice Vilémov, Raková u Konice, Rakůvka, Laškov, Luká, Hačky, Polomí és Olbramice településekkel határos. Lakosainak száma 447 fő (2024. január 1.).

## Népesség
A település lakosságának változását az alábbi diagram mutatja:
| Lakosok száma | 283  | 308  | 313  | 317  | 286  | 519  | 448  | 444  | 446  | 447  |
|               | 1869 | 1890 | 1921 | 1950 | 1980 | 2001 | 2017 | 2019 | 2022 | 2024 |